# Savoir-faire des émailleurs sur métal
 (avril 2024).
Vous pouvez partager vos connaissances en l’améliorant (comment ?) selon les recommandations des projets correspondants.
Les savoir-faire des émailleurs sur métal sont des techniques artisanales traditionnelles de l'émail, principalement caractéristiques de la ville de Limoges en France, située dans le département de la Haute-Vienne en région Nouvelle-Aquitaine.
Le travail de l'émail est tout de même pratiqué dans le reste de la France, notamment à Morez, Bourg-en-Bresse, Nantes, Conques ou Paris. Des pratiques similaires sont également présentes à l'étranger (Espagne, Italie, Russie, Japon, Chine, Géorgie, Angleterre, Suisse, États-Unis).
Ces savoir-faire sont inscrits à l'Inventaire du patrimoine culturel immatériel en France en 2020.

## Histoire
Bien que la présence de foyers de production ait été prouvée au Moyen Âge et dans les périodes modernes et contemporaines, c'est à Limoges que l'histoire de l'émail en Europe débute.
En France, le premier foyer connu de production d'émaux se trouve à Limoges au XIIe siècle.
Toutefois, l'émail fait son apparition dès l'Antiquité chez les Grecs, les Romains et les Égyptiens qui pratiquaient l'émail cloisonné.
À Limoges, l'émail cloisonné se pratique, mais une nouvelle technique, l'émail champlevé, se développe et connaît un franc succès se diffusant dans toute l'Europe. La production de l'émail de Limoges est connue sous le nom «d’Œuvre de Limoges».
Ces savoir-faire vont tout de même connaître trois phases de difficultés, à savoir : 
1. Une baisse de popularité d'une pratique à usage religieuse dans une société qui se laïcise, conduisant à la disparition de l'émail au cours du XIVe siècle[2].
2. Des guerres de religion impactant la ville de Limoges et sa production, conduisant à la disparition de cette dernière au XVIIIe siècle[2].
3. La crise économique de 1929 conduisant au dernier effondrement de l'émail de Limoges[2].

Toutefois, les savoir-faire des émailleurs sur métal ont su se renouveler et entraîner leur retour sur la scène, que ce soit par le biais de nouvelles techniques comme l'émail peint, dans le sillage de l'épanouissement de la peinture en Europe (vers 1480). Par le regain d'intérêt pour les arts anciens au XIXe siècle. Ou grâce à l'École nationale d'arts décoratifs de la ville de Limoges, qui a préparée les jeunes générations à l'avenir de l'histoire de l'émail. L'émail devient alors un sujet de recherches académiques, un support privilégié et un moyen d'expression personnel pour les jeunes générations.
Parallèlement à ces moments de difficultés, de nouveaux foyers de production font leur apparition en France, avec le travail de nouveaux types d'émaux. C'est notamment le cas des régions de Bourg-en-Bresse, Paris, Avignon ou encore franc-comtoise.

## Description technique et étapes de fabrication

### Préparation de la poudre d'émail
L'émail est un cristal, aussi appelé la fritte, issue d'un mélange de divers éléments (silice, soude, minium, carbonate de potasse, borax et plomb). Ce mélange, sous forme de poudre, se vitrifie à l'aide de la température durant la cuisson.
Il s'agit ensuite de faire chauffer un creuset de terre puis d'y ajouter le mélange qui une fois cuit doit refroidir dans l'eau. Ce dernier est transparent et nécessite des oxydes pour être coloré. Pour cela, il existe trois niveaux de coloration. L'émail transparent qui n'est pas modifié, l'émail opalescent auquel on a ajouté des oxydes et l'émail opaque où la quantité d'oxydes est la plus forte. L'émailleur prépare au préalable un nuancier de couleur, car il est nécessaire d'anticiper les couleurs désirées après la cuisson dès le début du processus. La température ambiante produisant une couleur de poudre différente de celle obtenue après plusieurs cuissons. Pour être utilisable, l'émail est broyé et tamisé afin d'obtenir une poudre fine selon une granulométrie précise pour ne pas altérer la couleur choisie ainsi que la qualité.

### La préparation du support
La préparation du support implique diverses étapes, à commencer par sa fabrication. Pour cela, les émailleurs ont la possibilité de les acheter et de les adapter à leur guise ou alors de les découper eux-mêmes dans le métal qu'ils ont choisi. Pour les pièces plus volumineuses, les émailleurs peuvent faire appel à des dinandiers qui vont former le support par martelage. Une fois le support fabriqué, vient le décapage et le dégraissage de ce dernier pour que l'émail adhère correctement. Les techniques de décapage varient selon le support choisi et le résultat attendu.

### La dépose des poudres d'émail
La dépose de la poudre est possible selon deux techniques, le saupoudrage ou la pose à la spatule. La première technique revient à saupoudrer la poudre d'émail sur une plaque de métal recouverte d'une fine couche de colle. La seconde technique, elle, consiste à laisser une couche d'eau dans la poudre d'émail afin d'en faire une pâte, d'en prélever à l'aide d'une spatule et de la déposer sur le support.

### La cuisson
Vient l'étape de la cuisson. Pour commencer, il est nécessaire que toute trace d'eau soit évitée pour que la production ne soit pas irrégulière. C'est dans une température de fusion aux alentours de 900°C que l'émail se vitrifie et se solidifie. L'étape de la dépose et de la cuisson sont répétées autant de fois que nécessaire, en fonction de la couleur et de la texture choisies.

### Le lapidage de la pièce
Cette dernière étape n'est pas utilisée pour toutes les techniques. Le lapidage permet de mettre à niveau et de lisser les pièces utilisant les techniques champlevé et cloisonné.

## Les techniques d'émaillage sur métal connues
- La technique du plein émail consiste à tamiser des poudres ou à appliquer des émaux humides, sur une pièce de métal recouverte d'émail afin d'en former le décor[2].
- L'émail cloisonné consiste à créer des alvéoles, en soudant sur le support métallique, de fines bandes en métaux précieux (or, argent, cuivre), pour former un motif. Les espaces obtenus sont par la suite remplis avec de l'émail. Le tout est ensuite cuit et poli[10]. Cette technique existe depuis l'Antiquité.
- L'émail champlevé consiste à creuser, à l'aide d'un burin, le métal afin de placer l'émail dans les espaces créés[11]. L'émail y est ensuite versé puis cuit et poncé. Pour finir, l'émailleur applique une dorure qui termine la pièce. Cette technique est la spécialité de Limoges, dans la période du XIIe siècle au XIVe siècle. Il est également possible de creuser la plaque à l'aide d'acide grâce au perchlorure de fer. Pour cela, l'émailleur vient au préalable vernir les parties qui doivent être protégées[2].
- La plique-à-jour est une technique où le support est une plaque percée, dans laquelle on vient verser l'émail qui est figé après la cuisson. La dépose de l'émail peut se faire par capillarité grâce à un pinceau, ce qui est notamment utilisé pour les pièces volumineuses. La dépose peut également se faire sur mica pour les pièces plates. La fabrication du support de la pièce, peut se faire de deux façons, à l'aide de fils, ce que l'on appelle la plique-à-jour cloisonnée ou directement découpée dans du métal ce que l'on appelle la plique-à-jour percée[2]. Cette technique est également utilisée en joaillerie[12].
- Les émaux peints consistent à enduire d'une première couche d'émail, les deux faces d'une plaque en métal puis de former le décor à l'aide d'une aiguille[13]. Cette plaque est recouverte de diverses couches d'émaux, jouant avec les cuissons et les couleurs. Une dernière couche d'émail transparent est enduite afin de donner ce côté brillant à la création. La grisaille au blanc de Limoges est une dérive de l'émail peint. La plaque de métal est enduite d'une couche d'émail noir à laquelle on superpose une couche de blanc. L'émailleur vient par la suite gratter, entre les cuissons, la surface afin d'obtenir du gris et de créer des ombres[13]. Cette technique peut être retrouvée dans le secteur de la joaillerie[14].
- La peinture sur émail consiste à associer les pratiques de l'émaillage à celles de la peinture. Pour cela, des mélanges d'oxydes non cuits, combinés à de l'huile ou à de l'eau, sont réalisés. Le support est au préalable recouvert d'émail et le décor est peint à l'aide de bioxyde de manganèse. La plaque est ensuite recouverte grâce à la pose des émaux vitrifiables appliqués comme de la peinture. Pour finir, la plaque est cuite pour laisser apparaître le décor[2].
- L'émail sur cadran est traditionnellement caractérisé par un émail de couleur blanche produit grâce à de l'arsenic. Une plaque de métal est formée et préparée pour recevoir une couche d'émail sur ces deux faces. L'émailleur joue avec les cuissons afin d'obtenir le blanc parfait. Il décalque le motif choisi sur le cadran à l'aide d'un tampon et pour finir, la pièce est cuite[2].
- Les émaux sur volume consistent à recouvrir d'émail un support volumineux, comme un vase, produit par un dinandier. Il est recouvert de paillon et cuit au four électrique afin d'éviter que l'émail ne chute[2].
- La basse taille consiste à former des creux par ciselage, gravure ou martelage sur un support en métal, de façon à faire ressortir les reliefs et les volume, grâce à des pellicules d'émail transparentes et parfois colorées[15].
- Les émaux en fonte à cire perdue consistent en la réalisation d'une maquette avec le plus de précision possible. Maquette qui est envoyée chez un fondeur qui creuse la pièce. La cire est ensuite coulée dans le volume en métal et la pièce peut être émaillée[2].
- Les émaux bressans sont traditionnellement des pendentifs avec une couleur particulière, le bleu de Bresse. Ils sont également caractérisés par la présence d'ornements ou des motifs en or ainsi que des perles d'émail. L'émail est placé sur un support métallique, puis cuit et décoré[2].
- L'émail sur acier industriel consiste à l'utilisation de plaques en acier comme support. Cette plaque est recouverte d'une première couche nécessaire à la préparation du support, puis l'émail est coulé souvent à l'aide de pochoir puis cuite. Cette étape se répète autant de fois qu'il y a de couleurs présentes. Cette technique et prisée dans des domaines comme la signalisation, la publicité ou la cuisine[15].

## Aujourd'hui
De nos jours, la transmission de ces savoir-faire se fait par la famille ou par les ateliers. Cependant, depuis le XXe siècle, les ateliers disparaissent progressivement et cela impact la transmission des savoirs.
Il reste toutefois des formations en apprentissage, comme un CAP spécialisé sur l'émail de Limoges ou encore des stages, mais qui sont également touchés par la fermeture des ateliers et par le manque de formateurs. Un Syndicat Professionnel des Émailleurs Français (SPEF) à vu le jour en 1937, rassemblant des émailleurs voulant lutter pour leur cause. Des associations ont vu le jour, comme la Maison de l'émail de Morez, dans l'objectif de maintenir et développer l'activité d'émaillage. Elle reste l'unique lieu dédié aux émaux en France, après la fermeture de la Maison de l'émail de Limoges.Un CAP "Émailleurs d'art sur métaux" a également vu le jour à Limoges.
Malgré des évolutions techniques, de nouveaux domaines touchés (décoration d'intérieur, stylisme, architecture, etc), une adaptation aux questionnements de la société (difficile de vivre de sa production), et aux nouvelles technologies (imprimantes 3D, découpe laser, etc), le secteur de l'émail sur métal est menacé. La rupture de transmission, le manque de formation et d'employeurs en sont les principales raisons. S'ajoutent à cela des préoccupations plus récentes comme les inquiétudes liées à l'environnement (présence de plomb qui est interdit dans l'Europe), l'image vieillissante de l'émail, mais également le coût des matériaux.
Des mesures de sauvegarde et de valorisation sont tout de même proposées, à savoir : 
- Une valorisation des collections à l'intérieur des musées, que ce soit en France ou à l'étranger[2].
- Le label Villes créatives délivré par l'UNESCO, attribué à la ville de Limoges[20].
- Le label Entreprise du Patrimoine Vivant délivré à quatre entreprises du secteur de l'émail[2].
- Un retour de la catégorie "émail" dans le concours des meilleurs ouvriers de France[2].
- L'inscription des savoir-faire des émailleurs sur métal à l'inventaire français du patrimoine culturel immatériel en 2020[2].